# Sint-Niklaaskerk (Meerlaar)

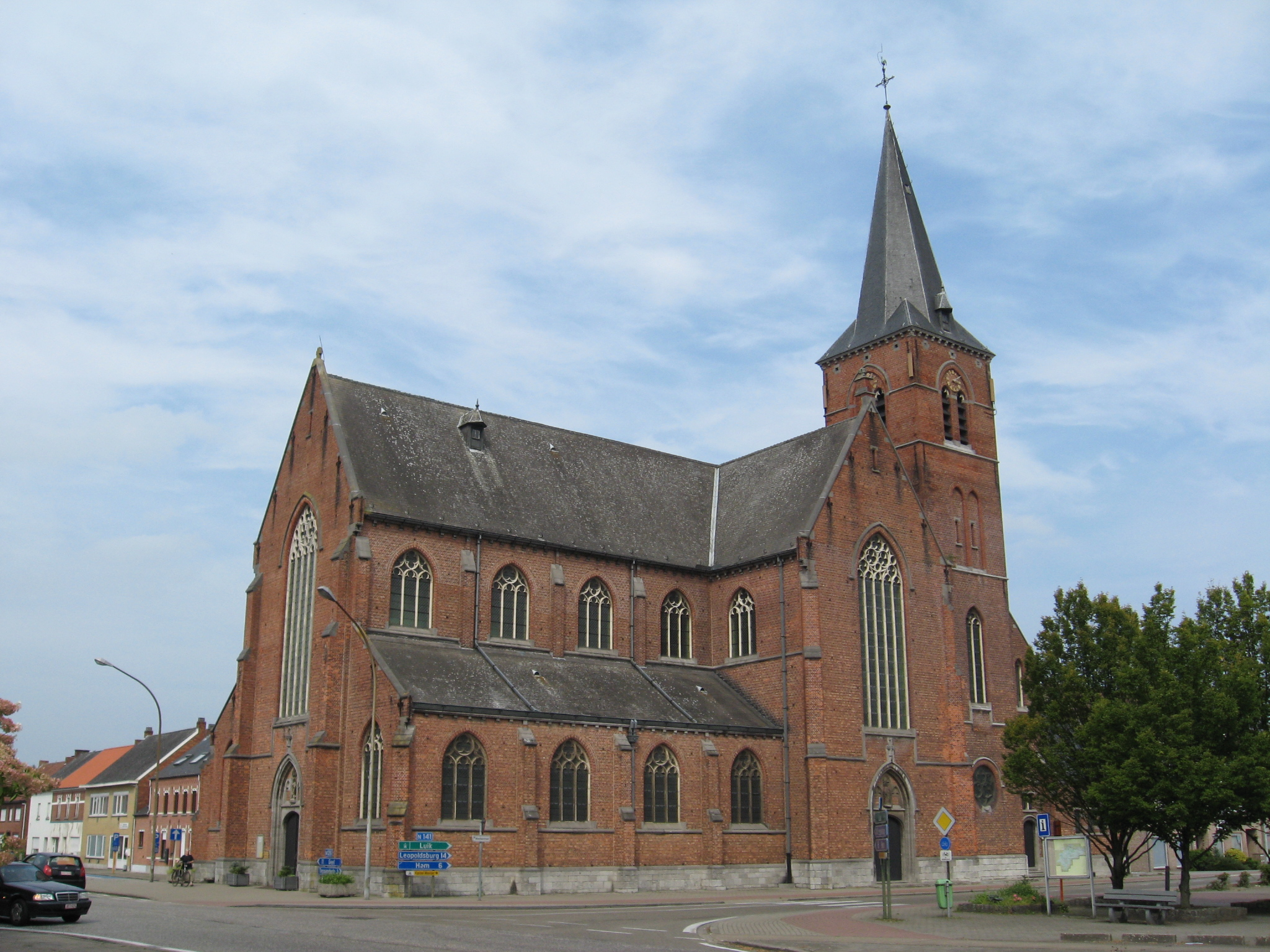
Sint-Niklaaskerk

De Sint-Niklaaskerk is de parochiekerk van de tot de Antwerpse gemeente Laakdal behorende plaats Meerlaar, gelegen aan de Geelsebaan.

## Geschiedenis
In 1419 en 1420 werd melding gemaakt van een lemen kluis waar ook een kapel aan verbonden was. Hier werden ook Missen opgedragen. In 1547 kwam er een stenen kapel. In 1803 werd een grotere kapel gebouwd en werd Meerlaar verheven tot parochie. In 1849-1851 werd een neogotische kerk gebouwd naar ontwerp van Eugène Gife. Deze kerk werd al snel te klein en daarom werd hij in 1910-1912 vervangen door een nieuwe kerk naar ontwerp van Pierre Langerock.

## Gebouw
Het betreft een georiënteerde driebeukige neogotische kruisbasiliek, gebouwd in baksteen. De toren bevindt zich in de zuidelijke kooroksel en heeft vier geledingen en een ingesnoerde naaldspits. Het koor is vijfzijdig afgesloten.
Aan de buitenkant van het koor bevindt zich een grafmonument voor de familie Schollaert-Helleputte.

## Interieur
Het kerkschip wordt overkluisd door een houten spitstongewelf, het koor door een straalgewelf.
Het kerkmeubilair stamt uit de 19e eeuw en de jaren '20 van de 20e eeuw.